# Římskokatolická farnost Benešov u Boskovic
Římskokatolická farnost Benešov u Boskovic je územní společenství římských katolíků v obci Benešov s farním kostelem Povýšení svatého Kříže. Farnost je součástí boskovického děkanství v rámci brněnské diecéze. Do farnosti patří kromě Benešova také Kořenec a Okrouhlá.

## Historie farnosti
Kostel v Benešově byl postaven v letech 1786 až 1787. Farnost byla ustanovena k 16. listopadu 1786, prvním farářem se stal P. Rafael Tobiáš Schmidt. Do farnosti patřily od počátku vzniku vesnice Benešov, Okrouhlá a Kořenec. Později k nim byl připojen ještě Pavlov (dnes část Benešova), který spadal pod Horní Štěpánov. Pavlov byl přifařen k Benešovu listinou z 31. května 1792. Farnost Benešov byla pak vyjmuta z arcidiecéze olomoucké 1. ledna 1863 (spolu s celým boskovickým děkanstvím) a připojena k diecézi brněnské.

## Duchovní správci
Až do roku 1916 v Benešově působili kromě farářů také kooperátoři (kaplani). Více než čtyřicet byl benešovským farářem P. Richard Zavadil (1930 až 1972), který 5. května 1945 zachránil obec před vypálením. Současným farářem je od listopadu 1999 P. Mgr. Pavel Koutník.

## Bohoslužby
| Kostel                        | Místo   | Bohoslužba (den) | Hodina | Poznámka     |
| ----------------------------- | ------- | ---------------- | ------ | ------------ |
| kostel Povýšení svatého Kříže | Benešov | neděle           | 10.00  | farní kostel |
| kaple Panny Marie Fatimské    | Kořenec |                  |        |              |

## Aktivity farnosti
Den vzájemných modliteb farností za bohoslovce a bohoslovců za farnosti brněnské diecéze i Adorační den připadá na 9. prosince.
Ve farnosti se pravidelně pořádá tříkrálová sbírka. V roce 2015 se při ní v Benešově vybralo 20 083 korun, v Kořenci 10 910 korun a v Okrouhlé 17 328 korun. V roce 2017 dosáhl výtěžek sbírky v Benešově 22 680 korun.

## Fotogalerie

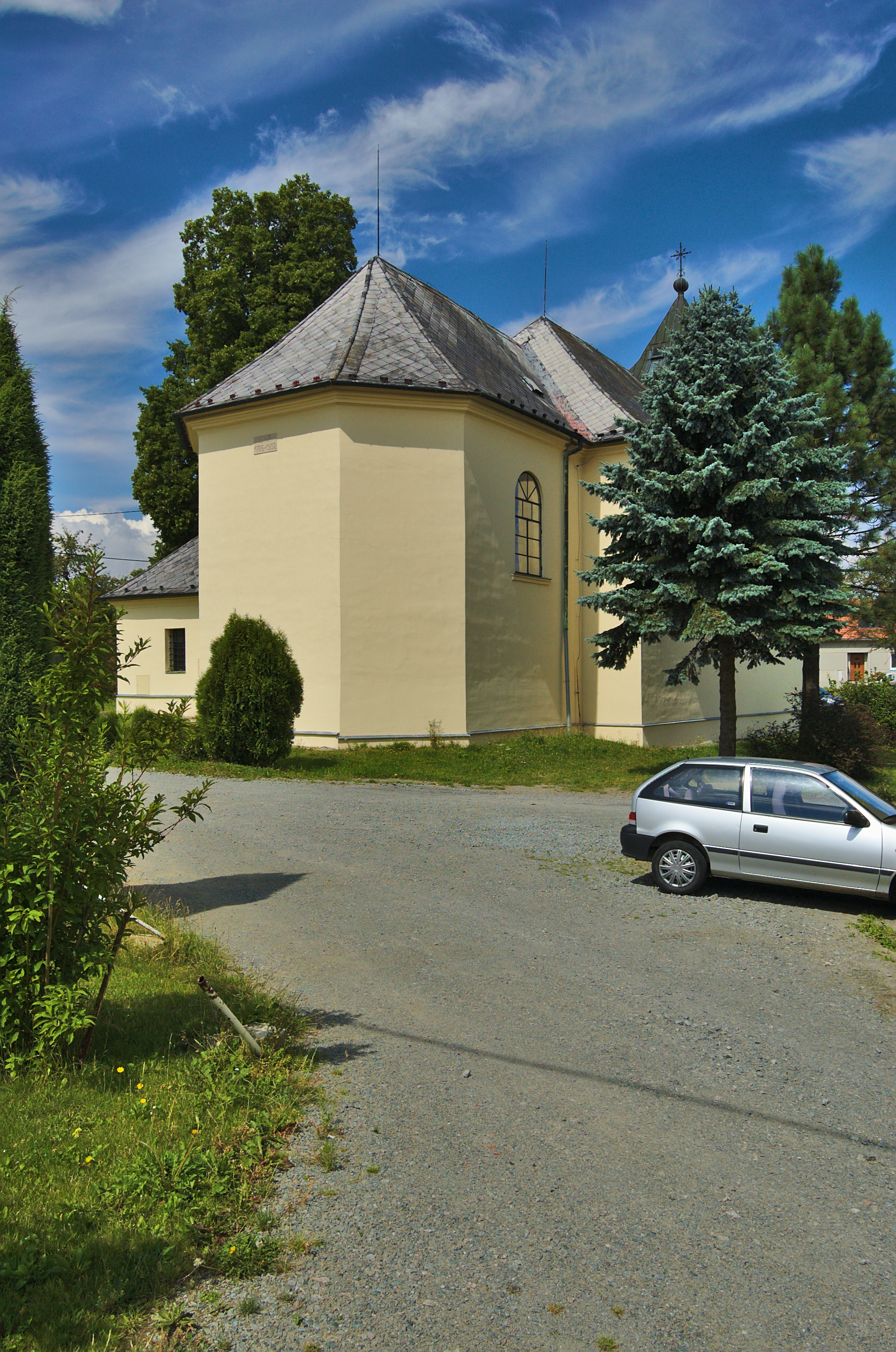
Kostel Povýšení svatého Kříže, Benešov
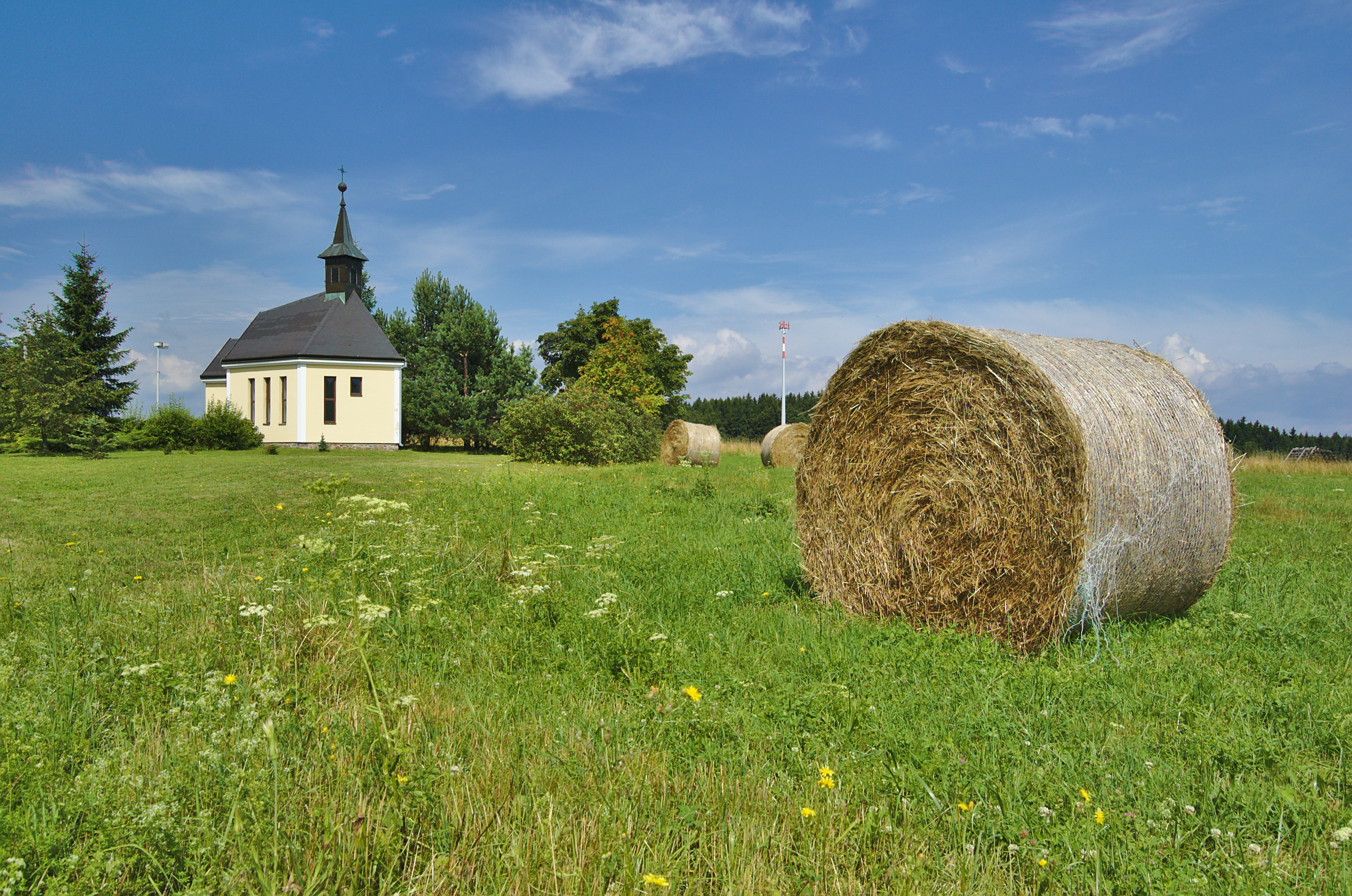
Kaple Panny Marie Bolestné, Pavlov, Benešov
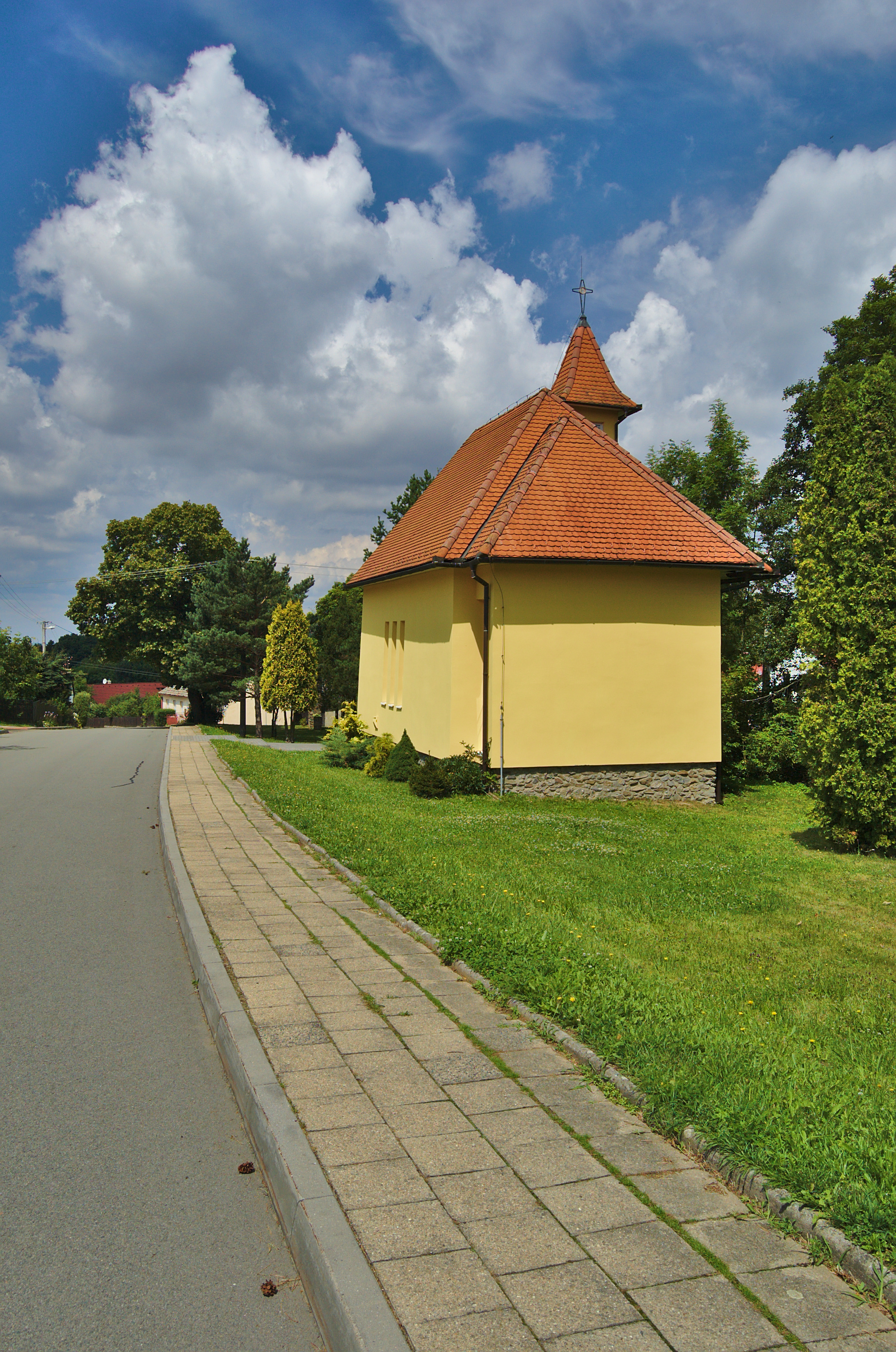
Kaple Panny Marie Fatimské, Kořenec
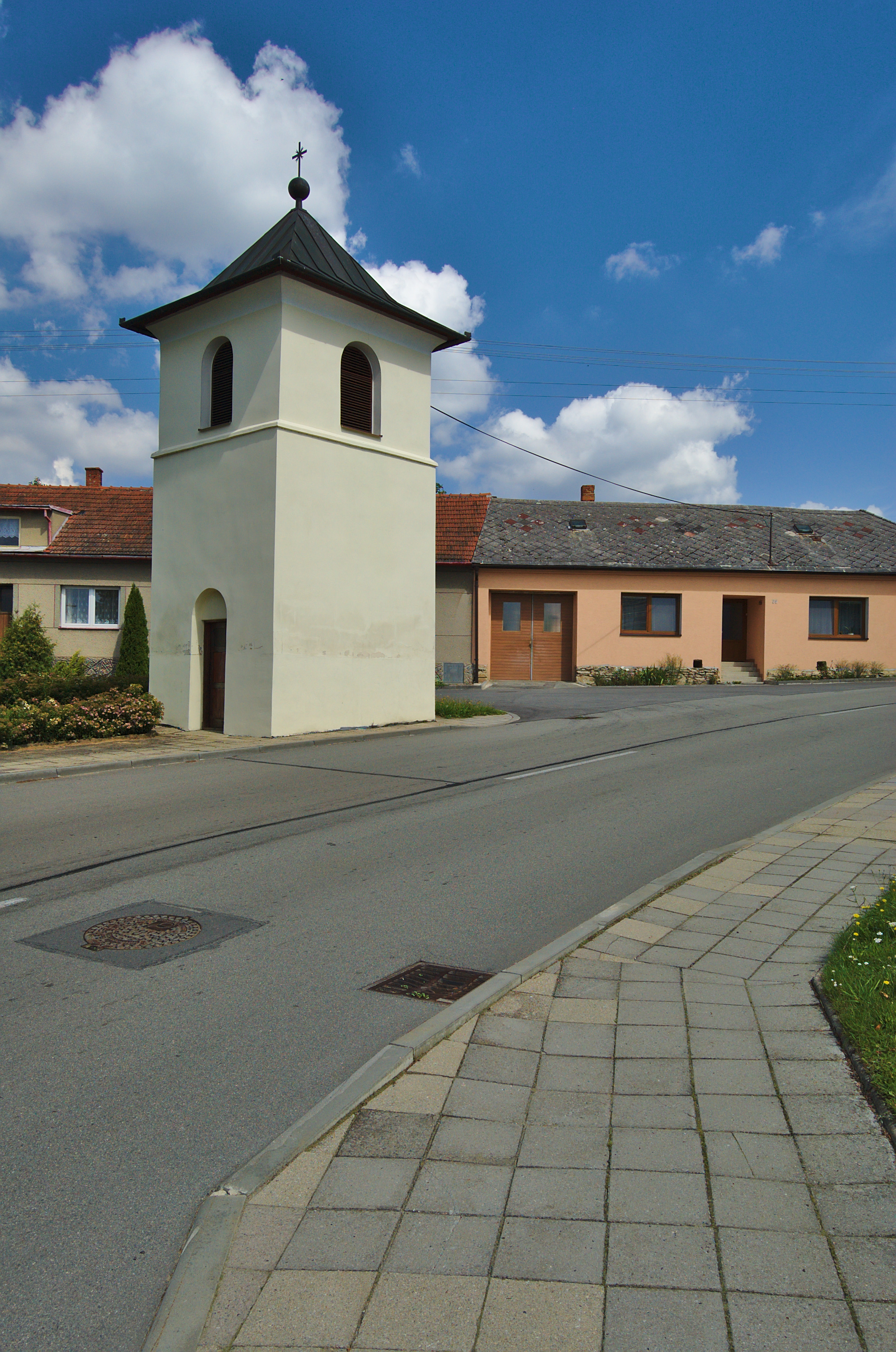
Zvonice, Okrouhlá